# Kopalnia Węgla Kamiennego Carolus (Niedobczyce)
Kopalnia Węgla Kamiennego Carolus (Karol) – nieczynna kopalnia węgla kamiennego w pobliżu Niedobczyc (współcześnie dzielnica Rybnika) działająca w latach 1838 – 1875. Po tym czasie włączona do kopalni Hoym (Ignacy), z którą sąsiadowała i dzieliła pokłady.

## Historia
Pole górnicze zostało nadane 18 grudnia 1838 r. Początkowo kopalnia należała do hrabiego Karola Schtrachwitza – radcy Cuno z Raciborza i innych przedsiębiorców, w tym czasie wydobycie było niewielkie. W 1855 roku Karol Kuh nabył 65 kuksów. W tym samym roku wybudowano szyb Karol, a jego nadszybie zostało połączone drogą brukowaną z dojazdem prowadzącym do kopalni Hoym. Ze względu na stwierdzenie nieznacznej wysokości otwartego pola oraz tego, „że czasy nie są zachęcające do budowy nowego poziomu” kopalnię zamknięto pod koniec 1859 r. Wydobycie w tym roku wynosiło: 1696 beczek (ok. 339 ton) węgla wszystkich rodzajów.
W 1868 r. kopalnia została wydzierżawiona przez właściciela kopalni Hoym. Umowę dzierżawną zawarto w październiku tegoż roku między Grundmannem ze strony kopalni „Hoym” oraz Heitzem ze strony kopalni „Carolus”. Kopalnia była ponownie eksploatowana w latach 1868 – 1875. Wydobycie w 1873 r. wynosiło 15 tys. ton węgla. W 1878 r. kopalnię nabył Fryderyk Wilhelm Grundmann, a po jego śmierci w 1887 roku przeszła na własność jego spadkobierców. W 1890 roku właścicielem kopalni został książę Hugon zu Hohenlohe-Oehringen na Ujeździe. Odtąd kopalnia należała do książęcego dominium przemysłowego „Montanwerke des Fürsten Hugo zu Hohenlohe, Herzogs von Ujest”, które miało swoją siedzibę w Sławięcicach. W 1914 r. kopalnia przeszła na własność Czernickiego Towarzystwa Węglowego. Po tym czasie eksploatowano ją razem z kopalnią Hoym-Laura.